# Gran dúo concertante para violín y contrabajo
Se ha convertido en una de las obras más populares de Giovanni Bottesini. Las exigencias técnicas de ambos artistas son muchas y variadas, y la pieza es siempre un éxito y una revelación que el contrabajo es capaz de competir en igualdad de condiciones con el violín. A pesar de que ahora se conoce como una obra para violín y contrabajo, comenzó la vida en una encarnación muy diferente.
Se cree que fue durante la época de estudio de Bottesini en el Conservatorio de Milán (1835-1839) cuando compuso sus dúos para contrabajos o tal vez en la década de 1840 cuando su carrera en solitario se fue desarrollando poco a poco. Sus tres “Gran Duetti” para dos contrabajos están dedicados a Luigi Rossi, su profesor en Milán, y es probable durante esos primeros años fueran el único momento en el que Bottesini pudiera interpretarlos junto a otro contrabajista. Ciertamente, pruebas documentales de su posterior carrera como solista internacional no incluye detalles de actuaciones con otros contrabajistas. El “Gran Duetti”, la “Passione Amorosa " y la" Fantasía sobre temas de Rossini " probablemente fueran compuestas en esta época, junto a un “Concierto para dos contrabajos y piano”, escrito con la colaboración de Luigi Arpesani, que es la base del “Gran Dúo Concertante” que hoy conocemos. Luigi Arpesani era un amigo contrabajista de Bottesini y es más que probable que esta obra, y las otras antes citadas, fueron compuestas por la pareja para realizar conciertos por los alrededores de Milán.
El “Gran duo concertante” debió de tener un gran éxito en el momento de su estreno e incluso en la década de 1840 con su adaptación para violín y contrabajo del violinista Camillo Sivori (1815-1894), único alumno de Paganini. Sivori fue un internacionalmente reconocido virtuoso del violín y el “Gran duo concertante” se compuso simplemente porque los dos solistas necesitan una obra con la que pudieran realizar muchas giras de conciertos juntos y no había otros trabajos para esta combinación de instrumentos en el momento. El increíble dominio técnico de Sivori en el violín es evidente en su virtuosa reelaboración de la parte del contrabajo y sigue siendo un “tour de forcé” para violinistas actualmente. 
Una parte de la mayoría de los conciertos de mediados del siglo XIX estaban compuestos por una obra con instrumentos solistas acompañados por orquesta o coro y es mucho más que probable que la versión del “Gran duo concertante” de Sivori y Bottesini se interpretara más a menudo que la versión original para contrabajos, ya que era mucho más sencillo encontrar a virtuosos violinistas que contrabajistas.
Bottesini interpretó el dúo con muchos violinistas aparte de Sivori, como Guido Papini, Prosper Sainton, Vincenzo Sighicelli y Henryk Wieniawski. Fue publicado por primera vez en París en 1880 y sólo entonces se le dio su título actual de “Gran duo concertante”. Hay muchas referencias a una obra para violín y contrabajo por Bottesini a largo de los años, incluyendo: dueto  "La Fete des Bohemienes” interpretado por Sivori y Bottesini en Belfast en 1852; gran dúo "Airs Italiens" por los mismos en la misma ciudad en el año 1860 y “Duo Concertante” interpretado por Prosper Sainton y Bottesini en Belfast en 1862. 
El “Gran duo concertante” es una obra en un solo movimiento, pero dividido en tres secciones, y demuestra las posibilidades líricas y virtuosas de ambos instrumentos. Cada intérprete es capaz de cantar hermosas melodías de estilo operístico, mostrar destreza técnica, y trabajar juntos para producir una obra que ha resistido la prueba del tiempo. El compositor hábilmente da a cada instrumento un tiempo para brillar y sobresalir, oportunidades para desempeñar un papel más de acompañamiento, aunque en un estilo virtuoso y la capacidad de divertirse. Esta es una obra que es tan emocionante para tocar como para ser escuchada, ya que la música tiene que emocionar y divertir a partes iguales.
Casi como una escena operística, la soprano que ahora sería el violín y el contrabajo con el papel del tenor, producen una historia de gran imaginación dentro de la forma de concierto, de la belleza y el patetismo al drama, emoción y triunfo. Bottesini era un hombre de teatro y nunca lo demostró tanto como en esta genial obra.
Una de las críticas de la época decía así “Es necesario escuchar a Bottesini interpretar la pieza para descubrir cuan grandes son las posibilidades en el más grande de los instrumentos de cuerda; para percibir todo aquello que puede ser hecho dentro de los campos de la sonoridad, tonalidad, claridad de expresión y de la gracia misma”.